# 玛丽 (滨海阿尔卑斯省)
玛丽（法語：Marie，法語發音：[maʁi]）是法国滨海阿尔卑斯省的一个市镇，位于该省中北部，属于尼斯区。

## 地理
玛丽（44°1'55"N, 7°8'4"E）面积14.77 平方千米，位于法国普罗旺斯-阿尔卑斯-蓝色海岸大区滨海阿尔卑斯省，该省份为法国东南部沿海省份，南濒地中海，西南至瓦尔省，西北接上普罗旺斯阿尔卑斯省，北部和东部与意大利接壤。
与玛丽接壤的市镇（或旧市镇、城区）包括：拜罗勒、克朗斯、伊隆斯、瓦尔德布洛尔、沃南松。

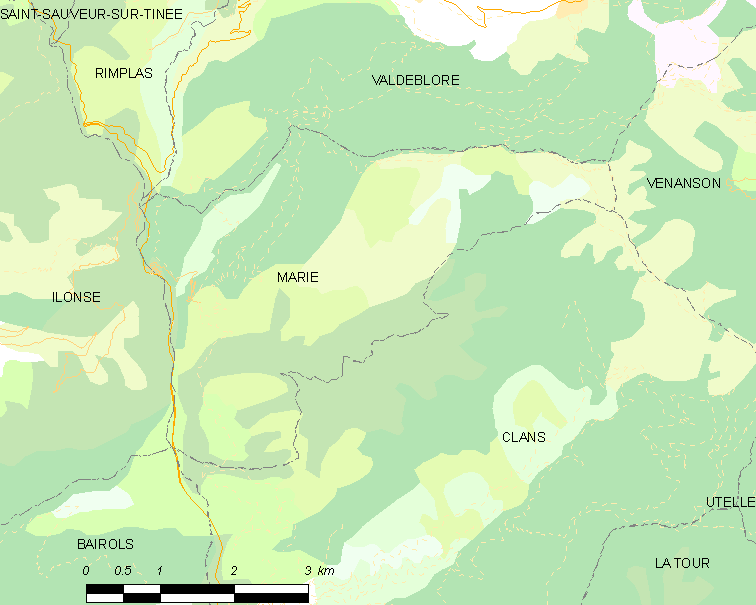
的OSM定位图

玛丽的时区为UTC+01:00、UTC+02:00（夏令时）。

## 行政
玛丽的邮政编码为06420，INSEE市镇编码为06080。

## 政治
玛丽所属的省级选区为图雷特勒旺斯县。

## 人口

1962-2008年间人口变化图示

玛丽于2022年1月1日时的人口数量为103人。